# Provost (Unternehmen)
Provost war ein belgisches Unternehmen.

## Unternehmensgeschichte
Louis Provost absolvierte ein technisches Studium in Charleroi. Für seinen Vater Adolphe-Sigismond Provost, Unternehmer im öffentlichen Dienst in Boom, stellte er 1898 sein erstes Automobil her, dem ein zweites folgte. Hilfreich war die eigene Gießerei. Um 1907 entstanden acht Lkw.
Mit dem Tod von Louis Provost 1939 wurde das Unternehmen aufgelöst.

## Fahrzeuge
Das erste Fahrzeug baute Provost für seinen Vater. Es war eine Voiturette, also ein Kleinwagen, mit einem luftgekühlten Motor und Riemenantrieb.
Das zweite Auto wurde an Pierre de Caters verkauft.
Von den beiden Lkw-Typen 1907 war einer für mittelschwere Lasten und der andere für schwere Lasten ausgelegt.